# Птице у 10. издању Systema Naturae
10. издање Systema Naturae публиковано 1758. године, шведског природописца Карл фон Линеа садржало је 554 врста птица из целог света. Он је поделио врсте у 6 редова и 63 рода.
У 12. издању Systema Naturae публикованом 1766. године, Лине је убацио много нових врста које нису били у 10. издању. 12. издање је имало 931 птичјих врста подељених у 6 редова и 78 родова. Данас се верује да постоји око 10.000 живећих врста.
У листи птица света, коју одржавају Франк Џил и Давид Донскер испред Интернационалне Орнитолошке Уније, из 2016. године је укључено 448 врста птица које је описао Лине у свом 10. издању и сматра њиховим легатором. Од овог броја врста птица је само 101 задржала оригинално име, а 347 је померено у друге родове. Такође постоје 5 врсте које је описао Лине, а које се сматрају данас подврстама. У поређењу са врстама из 12. издања, где су од 257 описаних модерних врста, само 25 остале у оквиру рода које им је Лине дао.
Лине је описао класу птица као:
Леп и радостан део креиране природе који сачињавају животиње које имају тело покривено перјем и паперјем, продужених и огољених вилица (кљун), са два крила формираних за летење и две стопала. То су ваздушни, вокални, хитри и лагани и лишени спољашњег уха, усана, зуба, скротума, материце, бешике, епиглотиса, лат. corpus callosum-а и његовог лука и без дијафрагме организми.
Карактеристике по Линеу
- Срце: 2 преткоморе и 2 коморе. Топла и тамна црвена крв
- Плућа: дишу наизменично
- Вилице: обавезне, голе, издужене, без зуба
- Јаја: покривена љуском од калцијум карбоната
- Чулни органи: језик, ноздрве, очи и уши без ушне шкољке
- Покров: обавезно и преклапајуће перје
- Ослонац: 2 стопала и 2 крила и срцолика задњица. Лете и певају

Лине је поделио птице на основу каратктеристика кљуна и стопала и то је укључивало следећих 6 редова и 63 рода. У листи доле с Линеова биномијална имена.

## Accipitres
(лешинари и кондори)
- – Андски кондор;
- – Харпија;
- – Краљевски кондор;
- – Ћуркасти кондор;[3]
- – Брадан;
- – Бела кања.

 (соколови, орлови и сродници)
- – Орао крсташ (сада Aquila heliaca Savigny, 1809);[10]
- – Сури орао;
- – синоним за сурог орла;[11]
- – Сури орао (Северноамеричка подврста);[3]
- – Северни соко;
- – nomen dubium;
- – Црвеноноги соколић;
- – Белорепан;[3]
- – Еја ливадарка;
- – Риђа луња;
- – Ласторепа луња;[3]
- – Јастреб;[12]
- – Ластавичар;
- – Мишар;
- – Ветрушка;
- – Смејући соко;[13]
- – Америчка ветрушка;[3]
- – Мали соко
- – Кршки соко (сада Falco biarmicus Temminck, 1825)
- – Рибар
- – Северни соко;[14]
- – Осичар
- – Мочварна еја
- – Кобац

 (сове)
- – Буљина
- – Снежна сова;[3]
- – Источна вриштећа сова;[3]
- – Утина
- – Ћук
- – Шумска сова;[15]
- – Ритска сова
- – Сова јастребача
- – Мала сова

 (Сврачци)
- – Браон сврачак
- – Велики сврачак
- – Руси сврачак
- – Краљевска тиранка;[3]
- – Гијанка црвена котинга
- – Дугорепи сврачак
- – Црвеноглави сврачак
- – Белотрби дронго
- – Црвенобрки булбул
- – Кугара

- Ћуркасти лешинар је био именован Vultur aura још 1758.
- Ласторепа еја је именована Falco forficatus 1758. године
- Снежна сова се звала Strix scandiaca и Strix nyctea у 1758.
- Краљевска тиранка названа Lanius tyrannus 1758.
- Кугара је названа Lanius garrulus 1758.

## Picae
(папагаји)
- – Црвено-плава ара
- – Плаво-жута ара
- – Црвенорамена ара
- – Кестењасточела ара
- – Црвени лори
- – Сунчани папагај
- – Каролински папагај;[3]
- – Црвеногруди александар
- – Браоногуши папагај
- – Наранџасточели папагај
- – подврста браоногушог папагаја;[16]
- – Китњасти лори
- – Црнокљуни амазонац
- – Црни папагај
- – Црвенокљуни папагај
- – Жако
- – Брбљиви лори
- – Љубичасто потиљачни лори
- – Црнокапи лори
- – Кубански амазонац
- – Плавочели амазон
- – Празнични амазон
- – Црвенорепи амазонац
- – Црвеночели амазонац
- – Црвенолепезасти папагај
- – Црноглави папагај
- – Жутокљуни амазонац
- – Црвеноглава љубавна птица
- – Плавокруни висећи папагај
- – Врапчасти папагај

 (тукани;
- – nomen dubium
- – Црвенокљуни тукан
- – nomen dubium
- – Црноврати аракари

 (кљунорошке)
- – Велики кљунорожац
- – Малајски кљунорожац

 (Ании)
- – Кукавичасти ани;[3]

 (вране и гаврани)
- – Гавран
- – Црна врана
- – Гачац
- – Сива врана
- – Индијска модроврана;[18]
- – Чавка
- – Креја
- – Плава креја;[3]
- – Лешњикарка
- – Сврака
- – Азијска рајска мухарица
- – Сибирска креја

 (модровране и вуге)
- – Модроврана
- – Вуга
- – Балтиморска вуга;[3]
- – Ватрена будоарка
- – Црноглава вуга

 (мајне)
- – Света мајна
- – Кожоврата воћна врана
- – nomen dubium, вероватно Карипски гракл;[19]
- – Ћубаста мајна;[20]
- – Сврачкасти дрозд
- – Обичан гракл;[3]
- – Водомар

 (Рајске птице)
- – Велика рајска птица
- – Краљевска рајска птица

 (кукавице)
- – Кукавица
- – Гвинејски турако
- – Гуштераста кукавица
- – Ћубаста кукавица
- – Обични коел
- – Жутокљуна кукавица;[3]
- – Златни детлић

 (вијоглаве)
- – Вијоглава

 (детлићи)
- – Црна жуна
- – Белокљуни детлић
- – Црвеникреста жуна;[3]
- – Црвеноглави детлић;[3]
- – Црвенотрби детлић;[3]
- – Зелена жуна
- – Мали ватренолеђи детлић
- – "монструозност";[21]
- – Велики детлић
- – Средњи детлић
- – Мали детлић
- – Тропрсти детлић;[3]

 (бргљези)
- – Бргљез

 (водомари)
- – подврста водомара
- – Тропрсти водомар
- – Сиви водомар;[3]
- – Јамајчански тоди
- – Белогруди водомар
- – Водомар шарац
- – Рајски јакамар

 (пчеларице)
- – Пчеларица
- – Малајска пчеларица
- – Капска медна птица

 (пупавци)
- – Пупавац
- – Ћелави ражањ
- – Црвенокљуна галица

 (пузићи)
- – Краткокљуни пузић
- – Љубичасти медни пузић
- – Dicaeum cruentatum
- – Coereba flaveola

 (Колибрији)
- – Љубичати топаз колибри
- – Црвенокљуни заставичасти колибри
- – Црвеногрли колибри;[3]
- – Рубински колибри
- – Плавогруди зелени колибри
- – Плаворепи зелени колибри
- – Гарави тачкасти колибри
- – Беловрати колибри
- – Белообрви браон колибри
- – Јамајчански манго колибри
- – Антилски ћубасти колибри
- – Вербенски колибри

- Жако, Psittacus erithacus, је једина врста која је остала у оквиру рода Psittacus
- Црвено-плава ара је била под именом Psittacus macao 1758.
- Црвенокљуни тукан
- Малајки кљунорожац
- Кукавичасти ани
- Гавран је назван Corvus corax 1758.
- Модроврана
- Света мајна названа је Gracula religiosa 1758.
- Велика рајска птица.
- Жутокљуна кукавица је именована Cuculus americanus 1758.
- Бргљез је назван Sitta europaea 1758.
- Пупавац, Upupa epops је једина врста у роду Upupa и фамилије Upupidae
- Црвеногрли колибри је назван Trochilus colubris 1758.

## Anseres
(патке, гуске и лабудови)
- – Велики лабуд
- – Лабудаста гуска
- – Шарена утва
- – Краљевска гавка;[3]
- – Баршунасти турпан
- – Црни турпан
- – Дивља гуска
- – Мала лисаста гуска;[3]
- – Канадска гуска;[3]
- – Снежна гуска
- – Гриваста гуска
- – Гавка
- – Америчка мошусна патка
- – Црвенокљуна патка
- – Америчка батоглава дупљашица
- – Пловка кашикара
- – Глувара и Домаћа патка
- – Чегртуша
- – Синоним за патку дупљашицу;[3]
- – Патка дупљашица
- – синоним за америчку батоглаву дупљашицу;[3]
- – Лисасти турпан;[3]
- – синоним за патку дупљашицу
- – Звиждара
- – Шиљкан
- – Ледењарка;[3]
- – Риђоглава патка
- – Гроготовац
- – Крџа
- – Арлекинка
- – синоним за арлекинку;[3]
- – синоним за гроготовца
- – Црнотрба патка пишталица
- – сининим за глувару и домаћу патку
- – сининим за глувару и домаћу патку
- – Мандаринка
- – Каролинка;[3]
- – Антилска утва
- – Ћубаста патка

 (Ронци)
- – Ћубасти ронац;[3]
- – Велики ронац
- – Средњи ронац
- – Мали ронац

 (њорке)
- – Оштрокљуна њорка
- – Велика њорка
- – Морски папагај
- – Дебелокљуна њорка
- – Црна њорка
- – Мала њорка;[3]

 (бурнице)
- – Бурница
- – Зовој белих образа
- – Капска бурница

 (албатрос и пингвини)
- – Албатрос луталица
- – Магарећи пингвин;[22]

 (пеликани и сродници)
- – Ружичасти несит
- – Узнесењска фрегата
- – Велики вранац
- – Блуна;[3]

 (тропске птице)
- – Црвенокљуна тропска птица

 (гњурци и морски гњурци)
- – Црногрли морски гњурац;[3]
- – Ћубасти гњурац
- – Ушати гљурац;[3]
- – Шаренокљуни гњурац

 (галебови)
- – Тропрсти галеб
- – Сиви галеб
- – Црни галеб
- – Мрки галеб
- – Астечки галеб;[3]
- – Краткорепи поморник;[3]

 (чигре)
- – Смеђи ноди;[3]
- – Обична чигра
- – Црна чигра

 (водосеци)
- – Црнокљуни водосек
- – синоним за црнокљуног водосека

- Краљевска гавка је названа Anas spectabilis 1758.
- Звиждара је названа Anas penelope 1758.
- Мала њорка је названа Alca alle 1758.
- Магарећи пингвин је назван Diomedea demersus 1758.
- Ушати гљурац је назван Colymbus auritus 1758.

## Grallae
(пламенци)
- – Пламенац;[3]

 (kашичаре)
- – Кашичар
- – Ружичасти кашичар
- – Кашикокљуна спрутка

 (роде)
- – Америчка шумска рода

- – "шумски ибис" је синоним за шумску роду;[23]

 (чапље, ждралови и сродници)
- – Крунасти ждрал
- – Мали ждрал
- – Амерички ждрал
- – Ждрал
- – Бели ждрал
- – Индијски ждрал
- – Бела рода
- – Црна рода
- – Гак
- – Сива чапља
- – Плава чапља
- – Жутокруни гак
- – Мала плава чапља
- – Зелена чапља
- – Америчка зелена чапља
- – Водени бик
- – Велика бела чапља
- – Чапља говедарка

 (муљаче, ибиси и сродници)
- – Скарлетни ибис
- – Бели ражањ
- – синоним за белог ражња;[24]
- – Црвеноноги спрудник
- – Царска шљука
- – Мала царска шљука
- – Шумска шљука
- – Мермерна муљача
- – Кривокљуни спрудник (сада Tringa nebularia);[25]
- – Муљача
- – Барска шљука
- – Лапонска муљача
- – синоним за лапонску муљачу;[26]
- – Америчка муљача

 (лисконоге и спрудници и шљуке)
- – Спрудник убојица
- – Вивак
- – Црвеноноги спрудник;[27]
- – Шљука камењарка
- – Црвеноврата лисконога
- – Сива лисконога
- – Црнотрба спрутка
- – Спрудник пијукавац
- – Полојка
- – Велика спрутка
- – Спрудник мигавац
- – Кривокљуни спрудник (сада Tringa nebularia);[28]
- – Сребрни вивак

 (жалари)
- – Жалар блатарић
- – Морски жалар
- – Црвенолеђи жалар
- – Египатска тркалица
- – Планински зујавац
- – Златни вивак
- – синоним за златног вивка;[29]
- – Ћурликовац
- – Властелица
- – Вивак остругаш

 (сабљарке)
- – сабљарка

 (остригари)
- – Остригар

 (лиске и сродници)
- – Лиска
- – Барска кока
- – Султанка
- – Северна јакана

 (барски петловани)
- – Прдавац
- – Барски петлован
- – Шарена шумска шљука
- – Амерички барски петлић

 (трубачи)
- – Сивокрили трубач

 (дропље)
- – Велика дропља
- – Арабијска дропља
- – Мала дрпља
- – Црнотрба дропља

 (тркачице)
- – ној
- – Аустралијски казуар
- – Нанду
- – Додо

- Пламенац је назван Phoenicopterus ruber 1758.
- Лапонска муљача је названа Scolopax lapponica 1758.
- Спрудник убојица (приказан у гнездећем перју) је назван Tringa pugnax 1758.
- Златни вивак је назван Charadrius apricarius и Charadrius pluvialis in 1758.

## Gallinae
(паунови)
- – Паун
- – Сиви паун

 (ћурке)
- – Дивља ћурка
- – Црвени трагопан

 (Курасои)
- – Велики курасо

 (фазани и кокошке)
- – Дивља кокошка и кокошка
- – Мисирка
- – Фазан
- – Златни фазан
- – Сребрни фазан

 (Тетребови и сродници)
- – Велики тетреб
- – Мали тетреб
- – Смрчин тетреб
- – Северна снежница
- – Оштрорепи тетреб
- – Преријски тетреб
- – Лештарка
- – Црвена јаребица
- – Пољска јаребица
- – Вирџинијска препелица
- – синоним за вирџинијску препелицу
- – Црнотрба саџа
- – Препелица

## Passeres
(Голубови и грлице)
- – Голуб дупљаш
- – Црвеноземна голубица
- – Белокрила грлица
- – Гвинејски голуб
- – Голуб гривнаш
- – Кубански плавоглави голуб
- – Белокруни голуб
- – Никобарски голуб
- – Голуб залопојац
- – Сивоглави зелени голуб
- – грлица
- – Афричка гугутка
- – Амерички голубић

 (шеве и трептељке)
- – Пољска шева
- – Ливадска трептељка
- – Шумска шева
- – Степска трептељка
- – Шумска трептељка
- – Ћубаста шева
- – Планинска трептељка
- – Ушата шева
- – Источни трупијал

 (чворци)
- – Чворак
- – Шарена мајна
- – Воденкос

 (Дроздови и сродници)
- – Дрозд имелаш
- – Дрозд боровњак
- – Мали дрозд;[Note 4]
- – старо име за дрозда певача (сада Turdus philomelos Brehm, 1831)[Note 4]
- – Наочарсти славуј
- – Смеђи разнопојац
- – Северна ругалица
- – подврста северне ругалице
- – Црвеноноги дрозд
- – Велика ћубаста мухарица
- – Розе чворак
- – Кос
- – Кос огрличар
- – Модрокос
- – Велики трстењак
- – Жутопрса иктерија

 (кардинали, зимовке и сродници)
- – Крстокљун
- – Батокљун
- – Борова црвенка
- – Зимовка
- – Црвени кардинал
- – Доминикански кардинал
- – Црвеноглава амадина
- – Јаванска пиринчарка
- – Смеђа мунија
- – Ватроглави бискуп
- – Сивоглава естрилда
- – Шарена семењарка
- – Зелентарка
- – Црногруда ткаља
- – Малабарска сребрнокљуна зеба
- – Црноглава ткаља
- – Кубанска зимовка
- – Плави врабац
- – Велики антилски батокљун
- – Црвеногруда семењарка

 (стрнадице)
- – Снежна стрнадица
- – Велика стрнадица
- – Виноградска стрнадица
- – Стрнадица жутовољка
- – Јужни црвени бискуп
- – Црвенокљуна ткаља
- – Црвеногруди трупијал
- – Дугорепи рајски удовац
- – Шарена стрнадица
- – Црнолики канаринац

 (зебе и сродници)
- – Боболинк
- – Зеба
- – Северна зеба
- – Стрнадица остругашица
- – Црвенооки попило
- – Чешљугар
- – Зеленокрила естрилда
- – Црвена естрилда
- – Зелена тангара
- – Летња тангара
- – Амерички чижак
- – Западна тангара
- – Дивљи канаринац
- – Чижак
- – Брезова јуричица
- – Планинска јуричица
- – Конопљарка
- – Плава естрилда
- – Плаво-жута еуфониа
- – Барска стрнадица
- – Врабац покућар
- – Пољски врабац
- – Тамнооки јунко

 (плиске)
- – Велики славуј
- – nomen dubium;[14]
- – Обични попић
- – Трстењак рогожар
- – Euneornis campestris
- – Грмуша чаврљинка
- – Бела плиска
- – Жута плиска
- – Црнокрила јора
- – Америчка црвенорепка
- – Средоземна белогуза
- – Обична белогуза
- – Обична траварка
- – Црноглава грмуша
- – подврста Црвенобрки булбул
- – Обична црвенрепка
- – женка обичне црвенрепке;[31]
- – Модровољка
- – Источна плава птица
- – Плава танагра
- – Зелени медни пузић
- – Црвендаћ
- – Царић
- – Обичан краљић
- – Брезов звиждак
- – подврста брезовог звиждака
- – Сеница вуга

 (сенице и манакини)
- – Ћубаста сеница
- – Велика сеница
- – Северна парула
- – Плава сеница
- – Јелова сеница
- – Сива сеница
- – Дугорепа сеница
- – Брката сеница
- – Белокапи манакин
- – Златоглави манакин
- – Црвеноглави манакин
- – Жутолеђа кацика

 (ласте и чиопе)
- – Сеоска ласта
- – Салангана
- – Градска ласта
- – Брегуница
- – Црна чиопа
- – Љубичаста ласта
- – Америчка чиопа
- – Бела чиопа

 (легњеви)
- – Легањ
- – Амерички легањ